# シャウラセーニー
シャウラセーニー（Śaurasenī）は、中期インド・アーリア語（プラークリット）のひとつで、主にサンスクリット演劇の中で用いられる文学語である。
シャウラセーニー語・シューラセーナ語とも呼ぶ。

## 概要
「シャウラセーニー」とは、「シューラセーナ語」を意味する。シューラセーナは十六大国時代の国名で、現在のウッタル・プラデーシュ州のマトゥラー一帯に相当するが、実際の文献では地域とは無関係に使用される。
他のプラークリットと同様、母音間の閉鎖音は脱落する傾向があるが、マーハーラーシュトリーほど極端ではなく、t/th は有声化して d/dh に変化するにとどまる。マーガディーのような特殊な子音変化を持たない、比較的特徴の少ない言語である。

## 文献

### 演劇
サンスクリット古典劇の会話において、シャウラセーニーは主要なプラークリットである。たとえば王族の男性はサンスクリットを話すが、女性やヴィドゥーシャカ（道化）はシャウラセーニーを話す。この特徴は馬鳴の劇『シャーリプトラ・プラカラナ』にもすでに見られる。ラージャシェーカラの『カルプーラ・マンジャリー』(9・10世紀ごろ)は全編プラークリットで書かれているが、会話部分にはやはりシャウラセーニーが使われている。

### ジャイナ教シャウラセーニー
ジャイナ教のうちディガンバラ派（空衣派）はアルダマーガディー語で書かれた経典（アーガマ）の権威を認めず、その教理書はサンスクリットか、またはシャウラセーニーに似た言語で書かれた。後者をジャイナ教シャウラセーニーと呼ぶ。ジャイナ教シャウラセーニーで書いた著者のうち、2世紀のクンダクンダは特に有名である。

### 文法書
ヴァラルチの作と伝える『プラークリタプラカーシャ』ははじめマーハーラーシュトリーの文法書であったが、後にシャウラセーニー・マーガディー・パイシャーチーの文法が加えられた。